# 양주 청련사 비로자나괘불도
양주 청련사 비로자나괘불도(楊州 靑蓮寺 毘盧遮那掛佛圖)은 대한민국 경기도 양주시 장흥면, 청련사에 있는 불화이다. 2018년 4월 30일 문화재 지정 예고를 거쳐, 2018년 9월 10일 경기도의 유형문화재 제339호로 지정되었다.

## 지정 사유
19세기 후반~20세기 초반까지 유행했던 괘불의 도상을 계승하면서도 주존을 비로자나불로 대체 하고 입상 대신 좌상으로 표현한 점 등은 새로운 형식을 보여주고 있다. 19세기 후반~20세기 초반까지 서울‧경기지역에서 유행한 괘불의 특징과 새로운 형식의 도입을 보여주는 전통 불화로서 지정 가치가 충분하다.

## 같이 보기
- 청련사

## 참고 문헌
- 양주 청련사 비로자나괘불도 - 국가유산청 국가유산포털